# Eupithecia bardiaria
Eupithecia bardiaria är en fjärilsart som beskrevs av Turati 1934. Eupithecia bardiaria ingår i släktet Eupithecia och familjen mätare. Inga underarter finns listade i Catalogue of Life.